# 三洲古民居群
三洲古民居群，位于中国福建省霞浦县下浒镇三洲村公路北面，为一个霞浦县级文物保护单位，类型为古建筑，公布时间为2010年11月。
三洲古民居群始建于清朝时期，共有13座结构基本相同的房屋，是霞浦县境内最大的古建筑群。